# Drużne (obwód chmielnicki)
Drużne (ukr. Дружне) – wieś na Ukrainie, w obwodzie chmielnickim, w rejonie chmielnickim, w hromadzie Krasiłów. W 2001 liczyła 951 mieszkańców, spośród których 947 wskazało jako ojczysty język ukraiński, a 4 rosyjski.